# Henry Beaumont (cónego)
Henry Beaumont LL. D. (falecido em 30 de junho de 1627) foi um cónego de Windsor de 1622 a 1628 e decano de Peterborough de 1617 a 1628.

## Carreira
Ele foi educado no All Souls College, Oxford e formou-se MA em 1574, BD em 1586 e DD em 1616.
Ele foi nomeado:
- Reitor da Long DItton, Surrey

Ele foi nomeado para a segunda bancada na Capela de São Jorge, Castelo de Windsor em 1600, e manteve a posição até 1622, quando foi nomeado deão de Windsor. Após a sua morte em 1627, ele foi sepultado na capela.